# Самарский государственный экономический университет
ФГАОУ ВО «Самарский государственный экономический университет» (СГЭУ, бывшая Самарская государственная экономическая академия, бывший Куйбышевский плановый институт) — российское высшее учебное заведение экономического профиля в Приволжском федеральном округе.

## История
Университет создан в 1931 г. по Постановлению СНК СССР как Средневолжский планово-экономический институт. На протяжении 1931—1955 гг. вуз готовил экономистов-плановиков по двум специальностям: «Экономика промышленности» и «Экономика сельского хозяйства».
В 1950-1970 годах произошли изменения в структуре вуза: открыли новые направления подготовки и специальности, провели проектные разработки по различным экономическим вопросам, открыли собственный студенческий городок и информационно-вычислительный центр.
В 1958 году в вузе открывается научно-исследовательская лаборатория экономики и организации производства (НИЭЛ), выполняющая по заказам предприятий и организаций аналитические исследования и проектные разработки по широкому кругу экономических вопросов. Сотрудники разрабатывали проекты для В4 ГПЗ, станкостроительного и других заводов.
Во второй половине 1960-х — начале 1970-х гг. в вузе появляется собственный студенческий городок с учебными корпусами, спортивными залами, общежитием и комбинатом питания. В 1977 году был создан информационно-вычислительный центр.
В 1981 году Куйбышевский плановый институт награждён орденом «Знак Почёта».
В 1990-е гг. вуз прошёл череду организационных преобразований: Самарский экономический институт (1991) — Самарская государственная экономическая академия (1994) — Самарский государственный экономический университет (2005).
В 2008 г. подписаны соглашения о вступлении СГЭУ в глобальный образовательный альянс (Global Bachelon Business Alliance — GBBA), в 2010 году СГЭУ принят в члены Magna Harta Universitatum (Великая хартия университетов).
Интеграция в мировое экономическое пространство связана с подписанием (2007) соглашения с Движением предприятий Франции (MEDEF), транснациональной компанией Джонсон Контрол. Ведётся подготовка иностранных студентов из дальнего и ближнего зарубежья. Реализуются программы двойных дипломов (РФ и Германии) на бакалавриате по профилю «Мировая экономика».
В 2018 году университет заключил партнёрское соглашение с Финансовым университетом при правительстве Российской Федерации. В рамках договорённостей вузы будут проводить совместные научно-образовательные мероприятия, оказывать взаимные консультации, поддерживать партнёрские инициативы и проекты, направленные на развитие потенциала талантливой молодёжи, а также проводить мастер-классы, бизнес-кейсы, тренинги, деловые игры и другие мероприятия для студентов и выпускников.
В 2020 году университет попал в рейтинг вузов развивающихся стран Европы и Средней Азии британского аналитического агентства Quacquarelli Symonds (QS). Он вошёл в группу, занимающую с 301 по 350 место.
В декабре 2021 года ректор вуза Светлана Ашмарина была задержана по подозрению в мошенничестве.

## Ректоры
- 1953—1958 — Должных Вениамин Николаевич
- 1958—1969 — Арефьев Вениамин Алексеевич
- 1970—1999 — Носков Анатолий Иванович
- 1999—2011 — Жабин Александр Петрович
- 2011—2019 — Хасаев Габибулла Рабаданович — (c 2004 по 2011 год заместитель председателя Правительства Самарской области, министр экономического развития и торговли Самарской области)
- 2019—2021 — Ашмарина Светлана Игоревна
- С 2021 — Кандрашина Елена Александровна[9].

## Структура университета
В Самарском государственном экономическом университете ведётся подготовка по 8 укрупнённым группам специальностей и направлений подготовки (УГСН), реализуются 13 направлений подготовки бакалавриата (39 программ). Ведётся подготовка по 3 УГСН магистратуры — 8 направлений подготовки (32 магистерские программы) и 3 специальности. Факультет среднего профессионального и предпрофессионального образования реализует 3 УГСН по трём программам подготовки специалистов среднего звена.
Университет готовит кадры высшей квалификации по 6 направлениям подготовки аспирантуры. В СГЭУ обучается свыше 8 тыс. студентов, трудится более 950 научно-педагогических работников, среди которых более 70 докторов наук и более 270 кандидатов наук.
В составе университета находятся:
- Институт национальной и мировой экономики;
- Институт экономики предприятий;
- Институт менеджмента;
- Институт права;
- Факультет среднего профессионального и предпрофессионального образования;
- Факультет дополнительного образования;
- Заочный факультет;

- Сызранский филиал СГЭУ.

## Издания вуза
- Вестник Самарского государственного экономического университета. Рекомендован ВАК. Выходит 12 раз в год[11]
- Вестник молодых учёных Самарского государственного экономического университета. Выходит 2 раза в год[12]
- Журнал «Актуальные проблемы правоведения»[13]
- Газета «Экономист»[14]